# M6 Artillerietrekker
De M6 "High Speed" is een Amerikaanse volrups artillerietrekker, die gebruikt werd in de Tweede Wereldoorlog, bestemd voor de zware artillerie.

## Algemeen
De M6 artillerietrekker was een grotere, zwaardere versie van de M4 Artillerietrekker, en bestemd voor het trekken van de 240mm-houwitser en het 203mm-kanon. Deze trekker is in tegenstelling tot de M4 niet in gebruik geweest bij de Koninklijke Landmacht.
De M6 is in principe gelijk aan de M4 met als voornaamste verschillen:
- Loopwerk: zes in plaats van vier loopwielen en een andere ophanging,
- Afmetingen,
- Gewicht,
- Trekvermogen,
- Motorisering.

## Techniek
De trekker werd aangedreven door twee, zescilinder, in lijn, benzinemotoren van het type 145GZ van het merk Waukesha, welke bij 2100 toeren/minuut 190 pk per stuk leverden. De cilinderinhoud bedroeg: 2× 13.400 cm³. Het loopwerk had aan beide zijden zes met rubber beklede loopwielen. Aan de voorzijde bevond zich het aandrijftandwiel en aan de achterzijde het spanwiel.

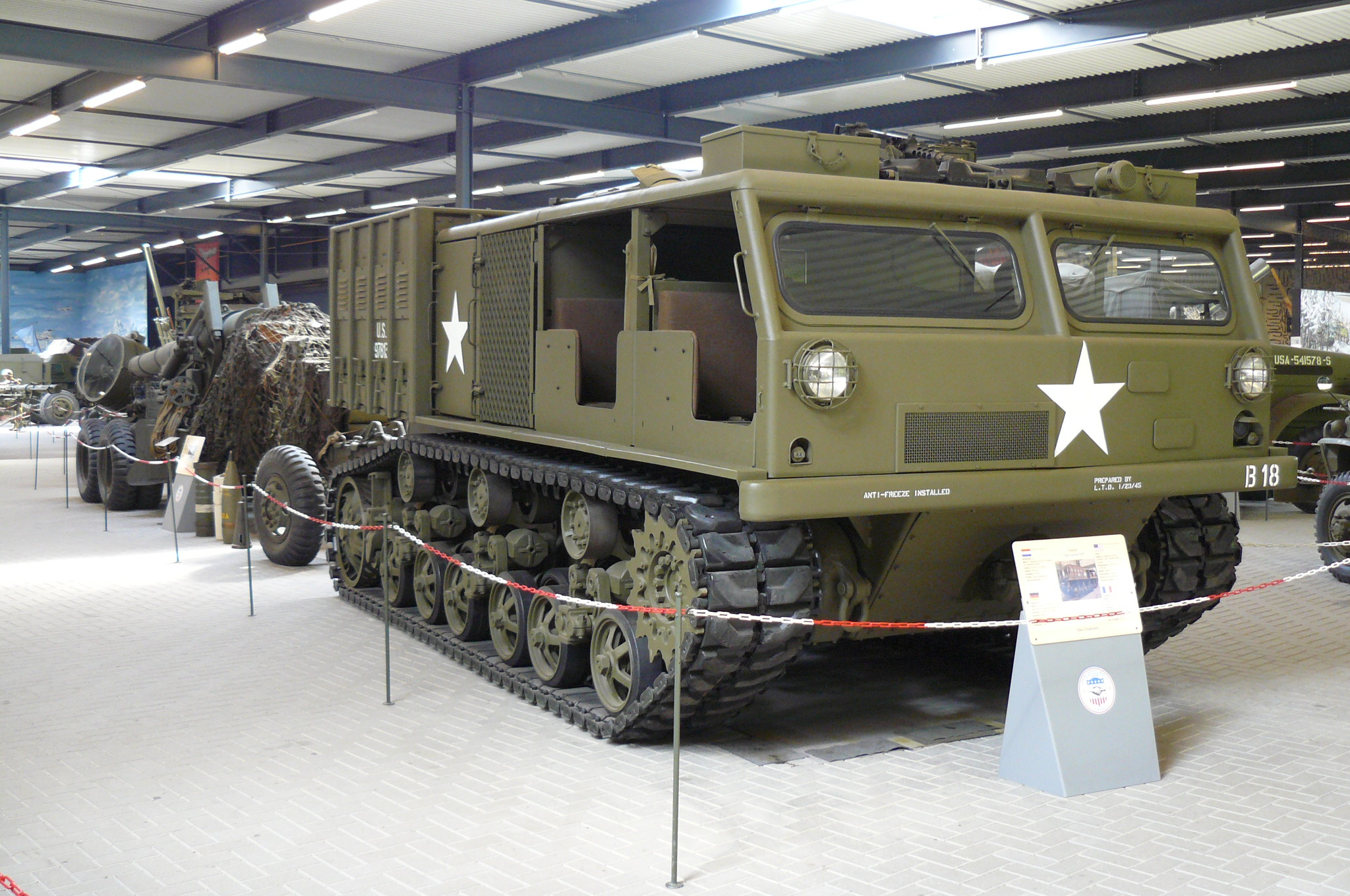
Vooraanzicht M6 artillerietrekker
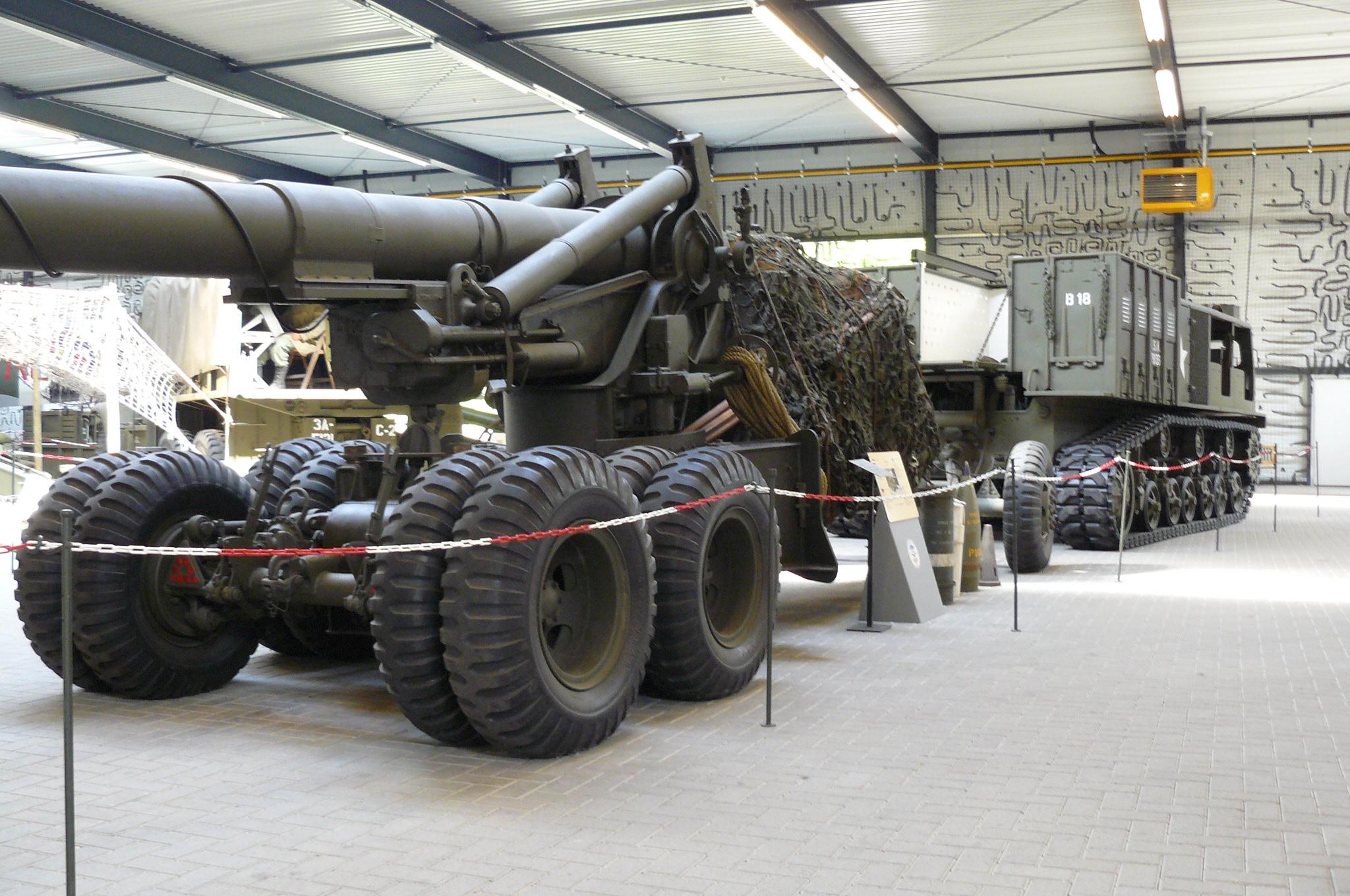
Achteraanzicht met 8 inch houwitser M1 als treklast

## Opvolging
- De M6 is overbodig geworden door de overstap van getrokken geschut op gemechaniseerde artillerie.
- Vele van de door Europese landen afgedankte M6-en zijn verkocht aan Israël.